# Ariyappampalayam
Ariyappampalayam es una ciudad y nagar Panchayat situada en el distrito de Erode en el estado de Tamil Nadu (India). Su población es de 15706 habitantes (2011).

## Demografía
Según el censo de 2011 la población de Ariyappampalayam era de 15706 habitantes, de los cuales 7809 eran hombres y 7897 eran mujeres. Ariyappampalayam tiene una tasa media de alfabetización del 68%, inferior a la media estatal del 80,09%: la alfabetización masculina es del 75,25%, y la alfabetización femenina del 60,94%.